# Pingjin
Pingjin (kinesiska: 屏锦) är en köping i sydvästra Kina. Den ligger i stadsdistriktet Liangping i storstadsområdet Chongqing, omkring 150 kilometer nordost om det centrala stadsdistriktet Yuzhong. Antalet invånare är 55 139. Befolkningen består av 26 778 kvinnor och 28 361 män. Barn under 15 år utgör 19,0 %, vuxna 15-64 år 70 %, och äldre över 65 år 10,0 %.